# Antonio Elio
Antonio Elio (Capodistria, 1510 circa – 1576) è stato un patriarca cattolico italiano.

## Biografia
Nacque con tutta probabilità verso il 1510, da Menghino, un nobile di Capodistria. Grazie alle relazioni familiari e al suo grado d'istruzione impartitagli furono sufficienti a raccomandarlo ad Aurelio Vergerio di Capodistria, che lo prese al suo servizio quando arrivò a Roma. La data del suo arrivo, anche se non è certa, è ovviamente precedente alla morte di Aurelio Vergerio, avvenuta nel 1532. In virtù dell'incarico ricoperto da Aurelio Vergerio, segretario a secretis di papa Clemente VII, Elio ebbe la possibilità di apprendere le sottili complessità della professione in cui in futuro avrebbe primeggiato.
Dopo la morte del Vergerio, Elio si legò all'ambiente vicino al cardinale Alessandro Farnese il Vecchio; quando questi, nel 1534, divenne papa con il nome di Paolo III, le relazioni esistenti garantirono al giovane Elio una rapida carriera.  Negli anni successivi riuscì a consolidare la sua posizione, sfruttando i favori sia del papa Paolo III che del giovane cardinale Alessandro Farnese, traendone grossi vantaggi economici. Dal 1535, dopo la morte di Giovanfrancesco Burla, fu l'agente di Pietro Paolo Vergerio a Roma, riuscendo anche a procurargli la carica di vescovo di Capodistria, mentre questi si trovava in Germania. Ma ben presto i rapporti tra i due di deteriorarono, a causa di una pensione di 50 ducati, assegnata a Elio al momento della nomina del Vergerio, ma che questi non voleva corrispondere, causa il cattivo stato delle finanze della diocesi istriana.
Morì nel 1576 e fu sepolto nella cattedrale di Capodistria.

## Successione apostolica
La successione apostolica è:
- Vescovo Giuseppe Panfili, O.E.S.A. (1570)